# Afrin (stad)
Afrin (Arabisch: عفرين, Koerdisch: Efrîn) is een Syrische stad in noorden van het Aleppo-gouvernement.
De plaats is het administratieve centrum van het subdistrict Nahiya Afrin en het district Afrin. De stad is genoemd naar de rivier Afrin die de stad in twee bijna gelijke delen spiltst.
Bij de volkstelling van 2004 had de stad (dit is voor de start van de Syrische Burgeroorlog) 36.562 inwoners.

## Syrische Burgeroorlog
In 2012 trok het regime van Assad zijn troepen terug uit het Afrin district om ze in te zetten voor de Slag om Aleppo.  Hun plaats werd ingenomen door de koerdischeVolksbeschermingseenheden(YPG).
Op 29 januari 2014 werd de stad het administratieve centrum van het de facto autonome Afrin Kanton een onderdeel van de Rojava.
Bij de start van Operatie Olijftak op 20 januari 2018 werd de stad met bommen bestookt door de Turkse luchtmacht.
Op 18 maart 2018 veroverden de Turkse strijdkrachten samen met door Turkije gesteunde milities de stad op de YPG, die weinig weerstand bood. Kort na de machtsovername werd de stad door de milities geplunderd en Koerdische symbolen werden vernietigd. Het grootste deel van de bevolking was toen al uit de stad gevlucht. Later werden de plunderende militieleden gestraft.
Sindsdien staat de stad en omgeving onder controle van de Syrische interim-regering, die wordt ondersteund door Turkije.

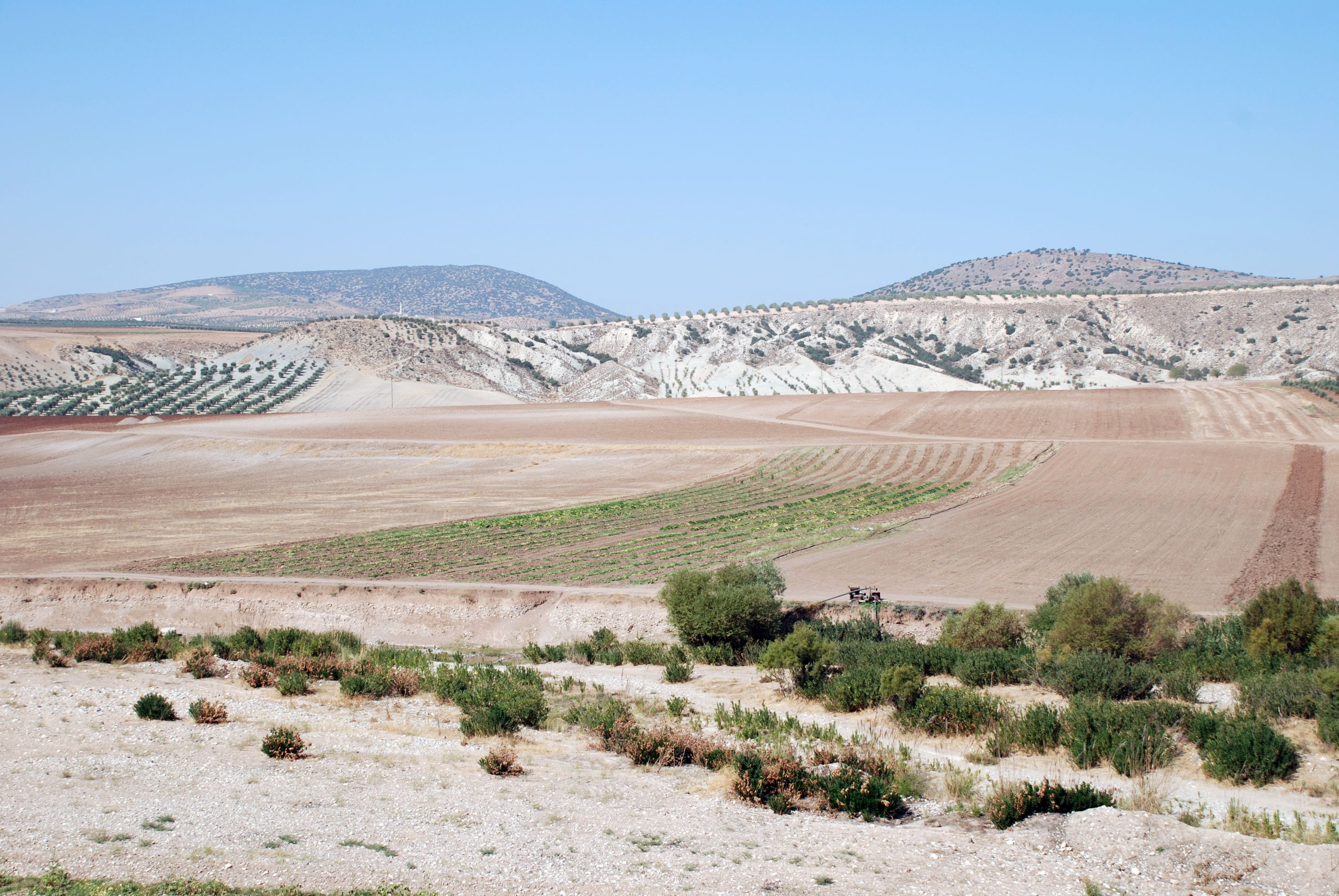
Omgeving van Afrin
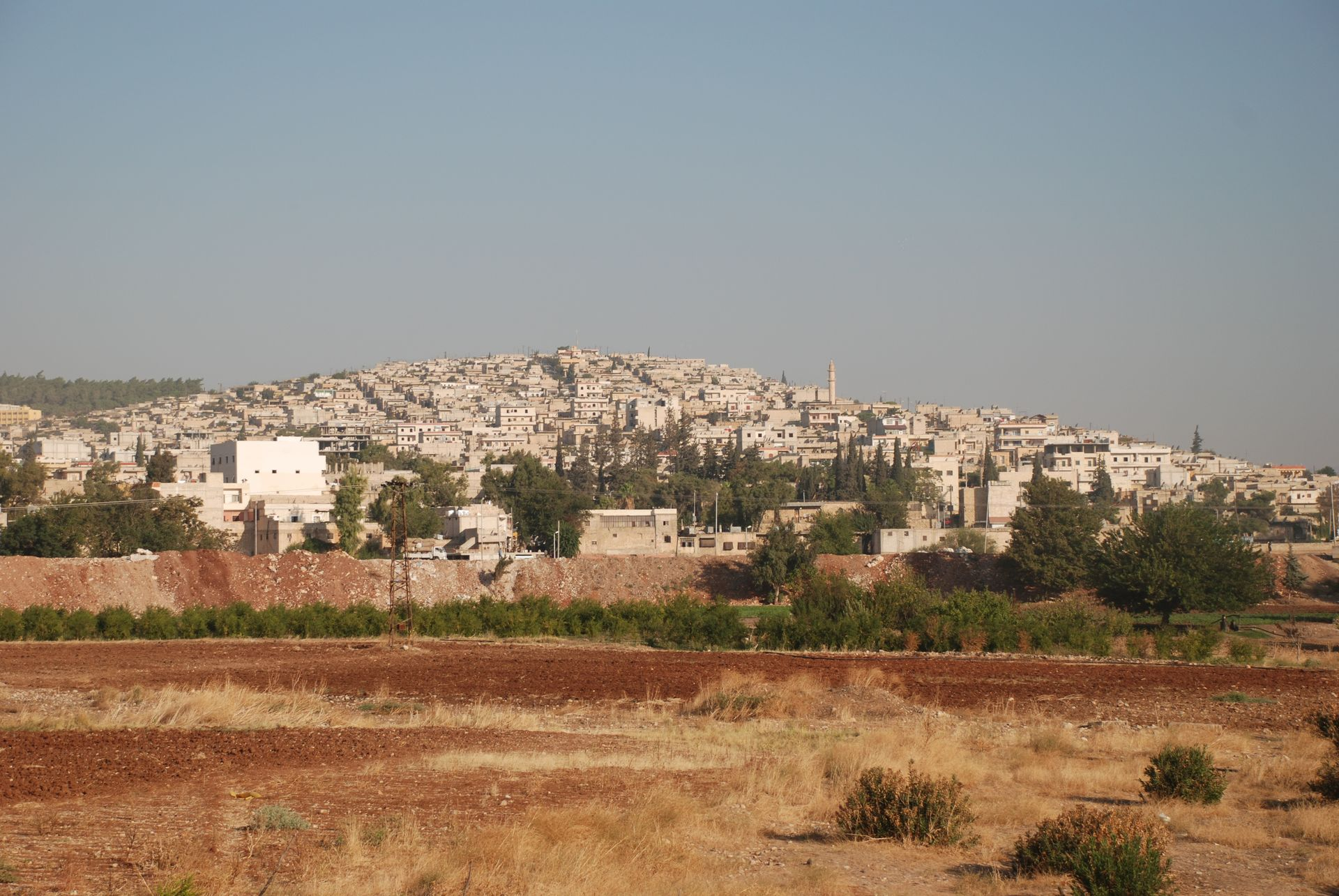
Afrin, gezien vanuit het zuiden